# Trichotomy
Trichotomy ist ein Jazzalbum von Ivo Perelman, Dave Burrell und Bobby Kapp. Die im April 2021 in den Park West Studios, Brooklyn, entstandenen Aufnahmen erschienen am 31. März 2023 auf Perelmans Label Mahakala Music.

## Hintergrund
Auf seiner Veröffentlichung mit dem bezeichnenden Titel Trichotomy, abgeleitet von Trichotomie, tat sich der Saxophonist Ivo Perelman mit dem Pianisten Dave Burrell zusammen, mit dem er vor einigen Jahren eine Duo-Session aufgenommen hat. Der Schlagzeuger Bobby Kapp komplettiert das Trio bei einer Session, die Trio, die sich über zwei lange, dynamische und vielschichtige Stücke erstreckt, notierte Hrayr Attarian.

## Titelliste
- Ivo Perelman – Dave Burell – Bobby Kapp:  Trichotomy

1. Part One 30:13
2. Part Two 15:55

Die Kompositionen stammen von Ivo Perelman, Dave Burell und Bobby Kapp.

## Rezeption
Nach Ansicht von Hrayr Attarian, der das Album in All About Jazz rezensierte, ist Saxophonist Ivo Perelman ein Meisterimprovisator, der es hervorragend verstehe, andere Musiker mit einer ähnlichen Denkweise für die Schaffung provokativer Musik zu gewinnen. Wieder einmal habe Perelman ein elegantes Werk mit spontanem Ausdruck geschaffen. Die Brillanz und die nahtlose Kameradschaft des Saxophonisten und seiner Kollegen würden Trichotomy zu einer weiteren herausragenden Ergänzung seiner Diskographie machen.